# KK Tikveš Kavadarci
Der Košarkaški klub Tikveš (mazedonisch кошаркарски клуб  Тиквеш, Basketball-Klub Tikveš) ist ein Basketballverein aus Kavadarci in Nordmazedonien. Die Herrenmannschaft wurde zu Beginn des Jahres 1970 gegründet und trägt seit 2005 den Sponsorennamen KK Feni Industries. Unter dieser Firmierung konnte man auch die bislang größten Erfolge mit den drei mazedonischen Meisterschaften von 2008, 2010 und 2011 erlangen. Bei den ersten beiden Meisterschaften erreichte man zudem den Titelgewinn im mazedonischen Pokalwettbewerb als Double und bei der letzten Meisterschaft zudem den Titelgewinn in der supranationalen Balkan League.

## Geschichte
Nach der Gründung 1970 erreichte man 1985 in der höchsten regionalen Spielklasse der SR Montenegro den ersten Platz. Als Feni Industries im Jahr 2005 als Namenssponsor einstieg, spielte die Mannschaft zunächst nur in der zweiten Liga des nunmehr unabhängigen Mazedoniens. Nachdem man gleich den Aufstieg geschafft hatte, gelang 2008 mit dem Titelgewinn im nationalen Pokalwettbewerb auch der erste Titelerfolg für den Verein. Noch im gleichen Jahr, dem zweiten der neuen Erstklassigkeit, rückte Feni Industries als Hauptrundenerster in die Play-off-Finalserie um die Meisterschaft ein, in der man dem Titelverteidiger aus Strumica den zuvor erstmals erworbenen Titel gleich wieder abjagen konnte. Selbst scheiterte man in der folgenden Saison ebenfalls an der Titelverteidigung in Pokal und Meisterschaft, als man in der Finalserie der Meisterschaft von Rekordmeister KK Rabotnički aus der Hauptstadt Skopje abgefangen wurde, der die Mannschaft auch bei der Premiere der supranationalen Balkan League im Halbfinale des Final-Four-Turniers deutlich bezwang. Doch in der Saison darauf gewann man 2010 bereits zum zweiten Mal das Double aus Titelgewinn in nationaler Meisterschaft und Pokalwettbewerb, wobei man in der Balkan League ein weiteres Mal nicht über das Halbfinale hinauskam, bei dem man diesmal dem montenegrinischen Verein KK Lovćen Cetinje unterlag. In der Meisterschaft gelang schließlich die Titelverteidigung 2011, als man beim Final-Four-Turnier der Balkan League schließlich vor heimischem Publikum auch erstmals den Titel in diesem Wettbewerb gewann.
In der Saison 2011/12 verlor man das Finale im nationalen Pokalwettbewerb gegen KK MZT Skopje, der dem Hauptrundenersten und Titelverteidiger Feni Industries schließlich auch in der Finalserie um die Meisterschaft den Titel abnehmen konnte. Auch in der Balkan League misslang die Titelverteidigung bei der dritten Halbfinalniederlage in vier Jahren. Der KK MZT, der auch in das Teilnehmerfeld der ABA-Liga rückte, dominierte von nun an die nationalen Wettbewerbe in Mazedonien. In den folgenden vier Jahren scheiterte Feni Industries dreimal in den Halbfinal-Play-offs um die Meisterschaft am Titelverteidiger.

## Bekannte Spieler
| - Todor Gečevski 1995–99 - Dušan Bocevski 1997/98 - Riste Stefanov 1998–2000, 2014 - Ognen Stojanovski 2009–11 - Vojdan Stojanovski 2010/11 - Marko Simonovski 2011–2013 - Radenko Pilčević 2012 - Nikola Vučurović 2012/13 - Harper Kamp 2012/13 | - Zvonko Buljan 2015 - Miladin Peković seit 2015 |